# Eueides pellucidus
Eueides pellucidus är en fjärilsart som beskrevs av Anton Srnka 1885. Eueides pellucidus ingår i släktet Eueides och familjen praktfjärilar. Inga underarter finns listade i Catalogue of Life.